# 금 위소왕
금 후폐제 위소왕 완안영제(金 廢帝 衛紹王 完顔永濟, ? ~ 1213년 9월 11일(음력 8월 25일))는 금나라의 제7대 황제(재위: 1208년 12월 29일 ~ 1213년 9월 11일)이다. 시호는 소(紹)이며 암살당하고 제위를 박탈당하여 소왕(紹王)이라 칭하게 되었다. 혹은 생전의 작위인 위왕과 합쳐 위소왕(衛紹王)이라고도 하며 폐위된 황제임을 강조할 때는 폐제(廢帝)라고도 한다.
위소왕의 어렸을 적 자는 흥승(興勝)이었고, 이후 윤제(允濟)를 본명으로 하였으나, 장종(章宗)이 즉위하고 부친을 현종(顯宗)으로 추존하면서, 완안윤제도 자신의 형이자 현종인 완안윤공(完顔允恭)의 휘를 피하여 영제(永濟)로 고쳤다.

## 생애
세종의 일곱 번째 아들로, 어머니는 이원비(李元妃)이다. 세종 대정(大定) 11년(1171년) 설왕(薛王)에 봉해졌다. 이어 장종 승안(承安) 2년(1197년) 위왕(衛王)으로 고쳐 봉해졌다. 1208년 장종 사후 아들이 없고 형인 오도보가 있으나 서자였기에 작은 아버지인 완안윤제가 황숙(皇叔)의 자격으로 후계자가 되어 황제가 되었다. 새로 즉위한 위소왕은 장신의 미남으로, 검소한 인물이었지만 불행하게도 우유부단하고 매우 게으르고 어리석은 그야말로 왕의 자리와는 전혀 인연이 없는 인물이었다.
비슷한 시기 몽골 초원을 통일한 칭기즈 칸에게 군신의 예를 갖추기를 요구하였으나, 칭기즈 칸은 무능한 통치자인 위소왕의 명령을 무시하고 정복의 기회로 이용하였다. 한편 네스토리우스파 기독교인이었던 투르크계 웅구트인들이 몽골에서 만리장성으로 가는 산서성 북부의 길을 금을 위해 방어하고 있었다.
1211년 웅구트의 알라쿠쉬 티긴은 금의 정복을 위해 칭기즈 칸의 부하가 되어 금으로 가는 길을 열어주었다. 이어 웅구트는 북경의 옛 주인이었으나 금에 의해 쫓겨난 거란인들과 연합하여 금나라를 공격하였다.
1212년 거란의 옛 영토인 만주 서남부의 요하에서 야율유가가 반란을 일으켰다.
1213년에는 몽골이 선화를 정복하고 산서 중부를 돌파하여 태원과 평양을 빼앗았다. 이후 남으로 기수를 돌려 하북과 산둥 평원을 가로질러 하간과 제남을 함락시켰다. 게다가 화북(華北) 일대까지 밀고 내려와 중도(中都)가 한 차례 위험에 빠진 적도 있었다. 칭기즈 칸이 북경을 봉쇄작전으로 공격하려고 했을 때, 금 조정에는 궁정분란이 일어나 위소왕이 호사호(胡沙虎)에게 암살을 당하였고, 호사호는 오도보를 옹립하니 그 이가 바로 금 선종이다. 당시 공성전에 자신이 없던 칭기즈 칸은 오도보의 화의를 받아들이고, 막대한 전쟁 배상금을 받고 철수하면서 수도를 바꿀 시 전쟁을 재개한다는 내용의 조약을 맺었다.

## 가족관계

### 조부모와 부모
- 조부 : 예종(睿宗) 간숙황제(簡肅皇帝) 완안 종요(完顔 宗堯)
- 조모 : 정의황후(貞懿皇后) 이씨(李氏)
- 부친 : 세종(世宗) 인효황제(仁孝皇帝) 완안 옹(完顔 雍)
- 모친 : 광헌황후(光獻皇后) 이씨(李氏)

### 후비
| 봉호           | 시호 | 이름(성씨)     | 별칭               | 재위년도        | 생몰년도   | 비고 |
| -------------- | ---- | -------------- | ------------------ | --------------- | ---------- | ---- |
| 폐황후(廢皇后) |      | 도단씨(徒單氏) | 원비(元妃)         | 1209년 ~ 1213년 | 1168년 ~ ? |      |
| 부인(夫人)     |      | 원씨(袁氏)     | 흠성부인(欽聖夫人) |                 |            |      |

### 황자
| - | 봉호       | 시호 | 이름                                  | 생몰년도   | 생모 | 별칭                      | 비고 |
| - | ---------- | ---- | ------------------------------------- | ---------- | ---- | ------------------------- | ---- |
| 1 | 양왕(梁王) |      | 완안 종각(完顔 從恪)                  | ? ~ 1233년 |      | 작왕(胙王) 황태자(皇太子) |      |
| 2 | 장왕(蔣王) |      | 완안 맹안(完顔 猛安) 완안 거(完顔 琚) | ? ~ 1233년 |      |                           |      |
| 3 |            |      | 완안 안출(完顔 按出) 완안 선(完顔 瑄) | ? ~ 1233년 |      |                           |      |
| 4 |            |      | 완안 안진(完顔 按辰) 완안 조(完顔 璪) | ? ~ 1233년 |      |                           |      |

### 황녀
| - | 봉호               | 이름 | 생몰년도 | 생모          | 부마                | 별칭               | 비고                         |
| - | ------------------ | ---- | -------- | ------------- | ------------------- | ------------------ | ---------------------------- |
| 1 | 기국공주(岐國公主) |      |          | 흠성부인 원씨 | 칭기즈 칸(成吉思汗) | 공주황후(公主皇后) | 칭기즈 칸의 후궁으로 바쳐짐. |

## 기년
| 위왕        | 원년                           | 2년        | 3년        | 4년             | 5년                 |
| ----------- | ------------------------------ | ---------- | ---------- | --------------- | ------------------- |
| 서력 (西曆) | 1209년                         | 1210년     | 1211년     | 1212년          | 1213년              |
| 간지 (干支) | 기사(己巳)                     | 경오(庚午) | 신미(辛未) | 임신(壬申)      | 계유(癸酉)          |
| 연호 (年號) | 태화(泰和) 9년 대안(大安) 원년 | 2년        | 3년        | 숭경(崇慶) 원년 | 2년 지녕(至寧) 원년 |